# Emil Maurice
Emil Maurice (n. 19 ianuarie 1897, Westermoor, Schleswig-Holstein, Germania – d. 6 februarie 1972, München, RFG) a fost unul din primii membri ai Partidului Nazist. A fost un apropiat al lui Adolf Hitler, cu care a fost coleg de celulă în închisoarea din Landsberg am Lech. Acolo a notat ceea ce dicta Adolf Hitler, text publicat cu titlul Mein Kampf. La înființarea trupelor SS, Adolf Hitler a fost înregistrat cu numărul 1, iar Emil Maurice a fost înregistrat cu numărul 2. În decursul activității sale a deținut diferite funcții în sistemul politic-militar nazist. În 1948 a fost condamnat la 4 ani de închisoare.

## Biografie
Pe linie paternă a fost descendentul unei familii evreiești. Datorită prieteniei sale cu Hitler, cu care a fost coleg de celulă în închisoarea Landsberg, a fost tolerat de Heinrich Himmler în SS, fără a i se cere „certificatul de arian”.
După absolvirea școlii a fost ucenic la un ceasornicar. În 1917-1919 a slujit în armata bavareză, dar nu a participat activ la ostilități. În 1919 s-a alăturat PMG, iar apoi NSDAP. Maurice a devenit primul comandant al SA, după crearea organizației în 1920. În 1923 Maurice a făcut parte din Stoßtrupp Adolf Hitler⁠(de)[traduceți], garda personală a lui Hitler. În 1924 fost condamnat la 1 an și trei luni de închisoare, pentru participarea sa la tentativa de puci din 1923.